# Jammu und Kashmir (Bundesstaat)
Jammu and Kashmir oder Dschammu und Kaschmir (Kashmiri जोम त् कशीर / جۄم تہٕ کٔشِیر) war ein indischer Bundesstaat und Teil der zwischen der Volksrepublik China, Indien und Pakistan umstrittenen Region Kaschmir. Der von Indien kontrollierte Teil nahm eine Fläche von 101.387 km² ein und hatte über 12,5 Millionen Einwohner (Volkszählung 2011).
Die Landesregierung hatte ihren Sitz im Sommer in Srinagar und im Winter in Jammu.
Die indische Verfassung räumte Jammu und Kashmir unter den indischen Bundesstaaten eine Sonderstellung mit weitreichender innerer Autonomie ein. Am 5. August 2019 wurde dieser Passus aus der Verfassung gestrichen. Am 31. Oktober 2019 wurde der Bundesstaat aufgelöst und in die zwei Unionsterritorien Jammu und Kashmir einerseits und Ladakh andererseits aufgeteilt.

## Geographie
Jammu und Kashmir grenzte (im Uhrzeigersinn, beginnend im Süden) an die indischen Bundesstaaten Himachal Pradesh und den Punjab, die gleichnamige pakistanische Provinz Punjab, an das teilautonome pakistanische Asad Kaschmir, an das pakistanische Gilgit-Baltistan sowie an Tibet (u. a. an Aksai Chin). Der Bundesstaat bestand aus drei Regionen. Im westlichen Teil lag die Region Kashmir mit überwiegend muslimischer Bevölkerung und Srinagar als Zentrum. Den östlichen Teil bildete Ladakh, eine Region mit tibetisch-buddhistischer Kultur und dem Zentrum Leh. Die südliche Region war Jammu, die eine überwiegend hinduistische Bevölkerung hat.

### Städte über 30.000 Einwohner
(Stand: Zensus 2011)
| Stadt     | Einwohner |
| --------- | --------- |
| Srinagar  | 1.180.570 |
| Jammu     | 502.197   |
| Anantnag  | 109.433   |
| Sopore    | 61.098    |
| Baramulla | 58.053    |
| Kathua    | 51.991    |
| Bandipore | 37.081    |
| Udhampur  | 35.507    |
| Leh       | 30.870    |

## Bevölkerung

### Demografie

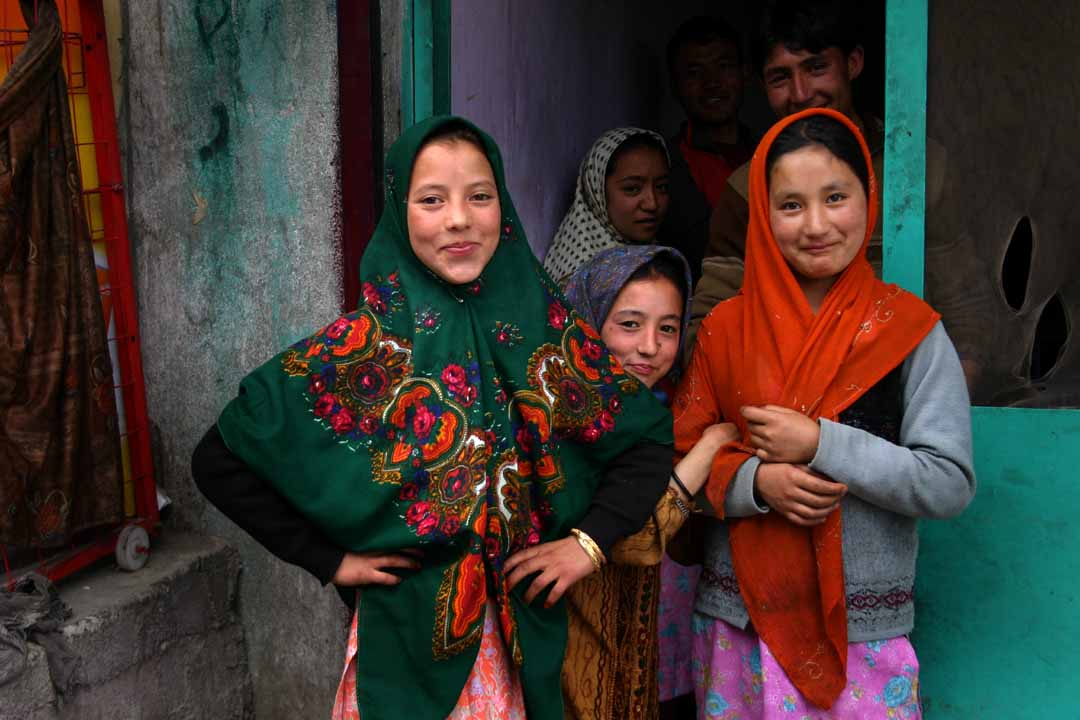
Mädchen in Kargil

Nach der indischen Volkszählung 2011 hatte der Bundesstaat Jammu und Kashmir 12.541.302 Einwohner. Damit gehörte er zu den mittelgroßen indischen Bundesstaaten. Gemessen an der Einwohnerzahl stand er an 19. Stelle unter den 29 Bundesstaaten Indiens. Die Bevölkerungsentwicklung war stark ansteigend: Zwischen 2001 und 2011 wuchs die Einwohnerzahl um 24 Prozent und somit deutlich schneller als im Landesmittel (18 Prozent). Wegen des gebirgigen Terrains ist Jammu und Kashmir relativ dünn besiedelt: Mit 124 Einwohnern pro Quadratkilometer beträgt die Bevölkerungsdichte weniger als ein Drittel des indischen Durchschnitts (382 Einwohner pro Quadratkilometer). Die Bevölkerung war dabei sehr ungleich verteilt: Ein Großteil der Einwohner lebte im Kaschmirtal und in der Region Jammu, während Ladakh äußerst dünn besiedelt ist. So kamen im Distrikt Ganderbal im Kaschmirtal 1.148 Einwohner auf einen Quadratkilometer, während es im Distrikt Leh in Ladakh nur drei waren. Der größte Teil der Bevölkerung Jammus und Kaschmirs lebte auf dem Land: Der Urbanisierungsgrad beträgt 27 Prozent und ist damit etwas niedriger als der Landesdurchschnitt von 31 Prozent. Das Geschlechterverhältnis war unausgeglichen: Auf 1000 Männer kommen nur 889 Frauen, während der entsprechende Wert für Gesamtindien 943 beträgt.
Nur 67 Prozent der Einwohner Jammu und Kashmirs können lesen und schreiben (Männer: 77 Prozent, Frauen: 56 Prozent). Die Alphabetisierungsrate liegt damit unter dem indischen Durchschnitt von 73 Prozent. Im Zeitraum von 2010 bis 2014 betrug die durchschnittliche Lebenserwartung 72,6 Jahre (der indische Durchschnitt betrug 67,9 Jahre) und gehörte zu den höchsten innerhalb Indiens. Die Fertilitätsrate betrug 1,97 Kinder pro Frau (Stand: 2016), während der indische Durchschnitt im selben Jahr bei 2,23 Kindern lag.
Mit einem Wert von 0,675 erreichte Jammu und Kashmir 2015 den 12. Platz unter den 29 Bundesstaaten Indiens im Index der menschlichen Entwicklung. Das Entwicklungsniveau liegt damit leicht über dem indischen Durchschnittswert von 0,624.

#### Bevölkerungsentwicklung
Zensusbevölkerung von Jammu und Kashmir seit der ersten Volkszählung im Jahr 1951.
| Zensusjahr | Einwohnerzahl |
| ---------- | ------------- |
| 1951       | 03.254.650    |
| 1961       | 03.561.100    |
| 1971       | 04.616.632    |
| 1981       | 05.987.389    |
| 1991       | 07.718.700    |
| 2001       | 10.070.300    |
| 2011       | 12.548.926    |

### Sprachen
Jammu und Kashmir zeichnete sich durch eine recht große sprachliche Vielfalt aus. Die Hauptsprache des Kaschmirtals ist Kaschmiri, welches nach der Volkszählung 2001 auf den ganzen Bundesstaat gerechnet von 54 Prozent der Bevölkerung gesprochen wird. Kashmiri gehört zur Gruppe der dardischen Sprachen. Die sprachwissenschaftliche Stellung der dardischen Sprachen ist nicht abschließend geklärt, heute werden sie aber meist als randständige Untergruppe der indoarischen Sprachen angesehen. Unter den dardischen Sprachen, die außer in Kashmir auch in der Hindukuschregion Pakistans und Afghanistans gesprochen werden, ist Kashmiri mit Abstand die größte und besitzt als einzige eine Literaturtradition. In der Gegend um Dras ist mit Shina noch eine zweite dardische Sprache verbreitet, deren Sprecherzahl mit 0,3 Prozent der Gesamtbevölkerung Jammu und Kashmirs aber weit niedriger ist.
In der Jammu-Region ist die indoarische Sprache Dogri vorherrschend (Sprecheranteil 22 Prozent). Dogri wurde lange als Dialekt des Panjabi angesehen, ist heute aber als eigenständige Sprache anerkannt. Der indische Zensus verzeichnet 19 Prozent der Einwohner Jammu und Kashmirs als Sprecher des Hindi. Tatsächlich handelt es sich hierbei um eine Gruppe von Dialekten, die unter dem Begriff Pahari zusammengefasst werden. Obwohl die Pahari-Sprachen eher dem Nepali nahestehen, werden sie in offiziellen Statistiken als Dialekte der Nationalsprache Hindi gezählt.
In Ladakh wird mehrheitlich das eng mit dem Tibetischen verwandte Ladakhisch gesprochen. Wegen der geringen Bevölkerungsdichte Ladakhs fällt seine Sprecherzahl mit 1,0 Prozent der Gesamtbevölkerung des Bundesstaates kaum ins Gewicht. Im Distrikt Kargil ist ferner das ebenfalls mit dem Tibetischen verwandte Balti verbreitet. Seine Sprecher machen 0,2 Prozent der Gesamtbevölkerung Jammu und Kashmirs aus.
Als Amtssprache Jammu und Kashmirs diente Urdu. Diese Sprache hatte in dem Bundesstaat zwar praktisch keine muttersprachlichen Sprecher, war aber unter den südasiatischen Muslimen als Zweitsprache weit verbreitet. Englisch war wie in ganz Indien als Bildungs- und Verkehrssprache präsent.

### Religionen

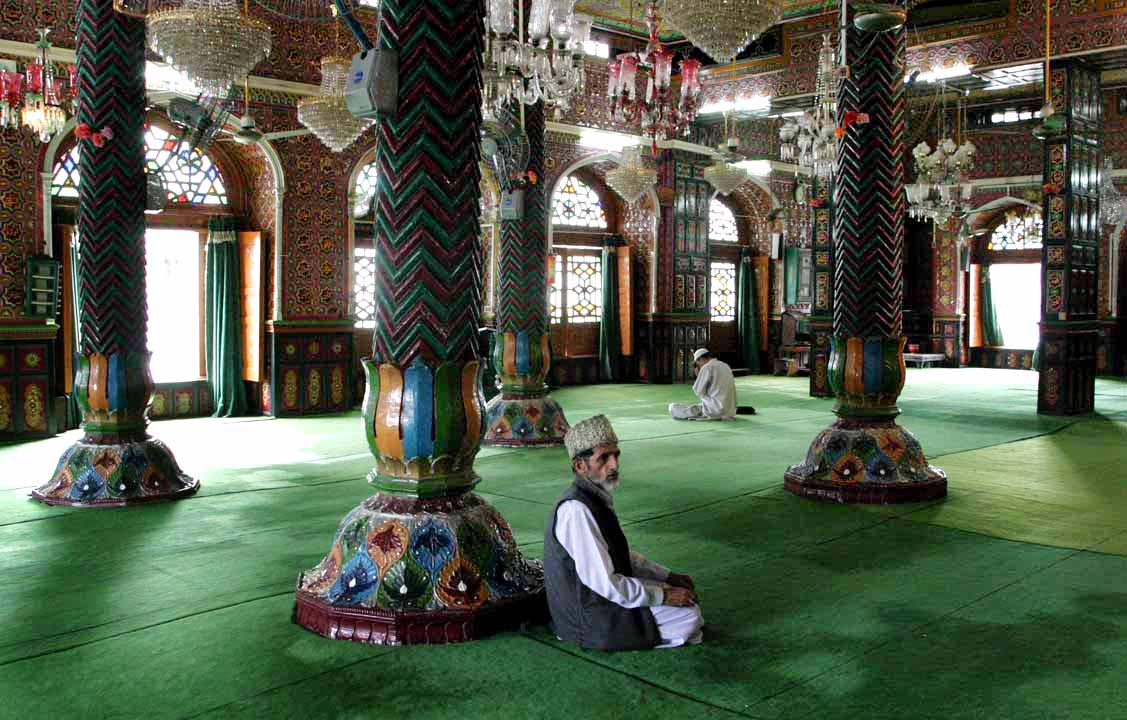
In einer Moschee in Srinagar

Abgesehen vom Unionsterritorium Lakshadweep ist Jammu und Kashmir der einzige indische Bundesstaat mit einer muslimischen Bevölkerungsmehrheit. Nach der Volkszählung 2011 bekennen sich 68 Prozent der Einwohner zum Islam, 28 Prozent zum Hinduismus. Sikhs (zwei Prozent) und Buddhisten (ein Prozent) stellen kleinere Minderheiten.
In der Verteilung der Religionen spiegelt sich die Dreiteilung des Bundesstaates in die Regionen Jammu, Kashmir und Ladakh wider: Während Kashmir fast rein muslimisch ist, stellen in Jammu Hindus die Bevölkerungsmehrheit. Die Einwohner Ladakhs sind etwa zu gleichen Teilen lamaistische Buddhisten und Muslime.

## Geschichte
Zur Geschichte des Fürstenstaates Kashmir und Jammu bis 1947 siehe Kaschmir.

### Anschluss an Indien und eigene Verfassung

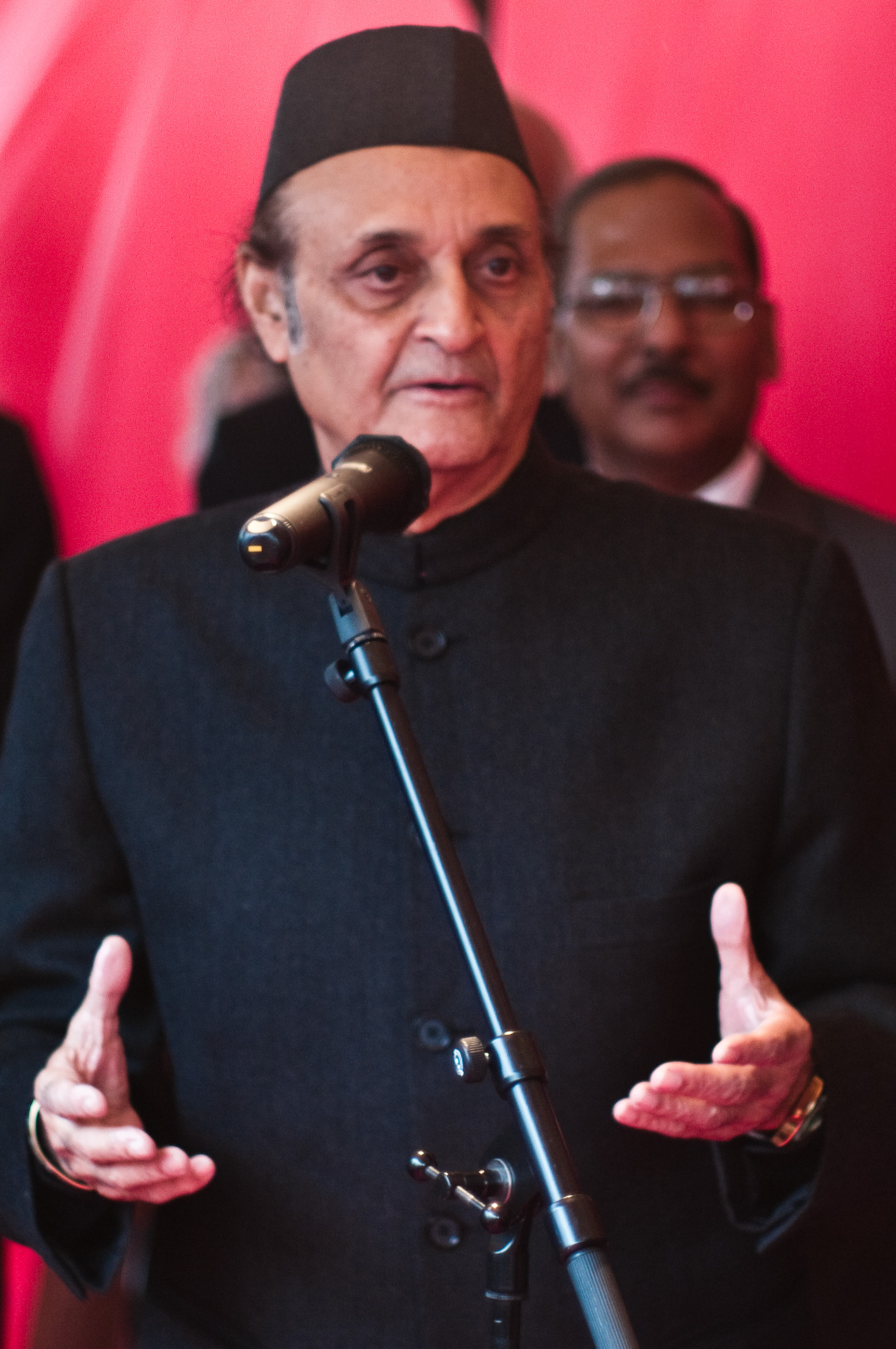
Karan Singh, 1952 bis 1965 Sadr-i-Riyasat des Bundesstaats Jammu und Kashmir (Foto von 2009)

Großbritannien entließ 1947 Indien und Pakistan in die Unabhängigkeit, wonach in Folge mehrere Millionen Menschen flüchteten oder zwischen den beiden Staaten umgesiedelt wurden. Dabei starben über eine Million Menschen bei Pogromen oder auf der Flucht. Die zahlreichen indischen Fürstenstaaten, die zuvor in einem persönlichen Treueverhältnis zur britischen Krone gestanden hatten, erhielten die Möglichkeit, sich entweder an Indien oder an Pakistan anzuschließen. Der hinduistische Maharadscha von Jammu und Kashmir, Hari Singh, zögerte zunächst mit einer Entscheidung. Pakistanische Freischärler sickerten daraufhin in Kashmir ein, um den Anschluss des mehrheitlich muslimischen Landes an Pakistan zu erzwingen. Der Maharadscha erklärte daraufhin am 26. Oktober 1947 den Anschluss seines Landes an Indien, der am Folgetag durch den Generalgouverneur von Indien Louis Mountbatten anerkannt wurde. Der Maharadscha rief indische Truppen zu Hilfe, worauf es zum Ersten Indisch-Pakistanischen Krieg kam. Bei den Verhandlungen um einen Waffenstillstand wurde 1949 eine Waffenstillstandslinie („Line of Control“) festgelegt und Kaschmir somit geteilt. Der Sicherheitsrat der Vereinten Nationen sprach sich in der UN-Resolution 47 vom 21. April 1948 für die Abhaltung eines Referendums über die Zugehörigkeit Jammu und Kashmirs aus.
Um die Integration Jammus und Kashmirs in die Indische Union zu erleichtern und deren Akzeptanz seitens der Kaschmiris zu erhöhen, wurde in die 1950 in Kraft getretene Verfassung Indiens ein Artikel aufgenommen, der Jammu und Kashmir eine Sonderstellung einräumte. Dieser Artikel 370 war ausdrücklich als „vorübergehende Regelung“ (temporary provision) und nicht für die Dauer gedacht. Er räumte Jammu und Kashmir erhebliche Sonderrechte ein. Die Unionsregierung reservierte sich alle Rechte auf den Gebieten der Verteidigungspolitik, der Außenpolitik und der Kommunikation. Für alle anderen Angelegenheiten sollte das gewählte Parlament Jammu und Kashmirs zuständig sein. Vom indischen Parlament beschlossene Gesetze, die nicht die drei genannten Felder betrafen, sollten nur Gültigkeit in Jammu und Kashmir haben, wenn das dortige Parlament diese explizit billigte. Dies beinhaltete unter anderem, dass indische Staatsbürger aus anderen Bundesstaaten in Jammu und Kashmir keinen Land- oder sonstigen Besitz erwerben durften. Die weitere Gültigkeit von Artikel 370 wurde in den folgenden Jahrzehnten wiederholt bestritten, und hindunationalistische Gruppierungen agitierten von Anbeginn an gegen den Artikel, da sie dadurch die Einheit Indiens gefährdet sahen. Am 11. Oktober 2015 urteilte der Jammu and Kashmir High Court, das oberste Gericht Jammu und Kashmirs, dass der Artikel 370 dauerhafter Bestandteil der indischen Verfassung sei.
Auf Druck Premierminister Jawaharlal Nehrus und dessen Innenminister Sardar Patels verzichtete Hari Singh 1949 zugunsten seines Sohnes Karan Singh auf die Ausübung der Regierungsgeschäfte. Im Jahr 1952 beschloss die ein Jahr zuvor gewählte verfassunggebende Versammlung von Jammu und Kashmir die Abschaffung der Monarchie und verabschiedete gleichzeitig eine eigene Verfassung für Jammu und Kashmir. Zum ersten Staatsoberhaupt wurde Karan Singh gewählt. Im Gegensatz zu allen anderen indischen Bundesstaaten besaß Jammu und Kashmir damit eine eigene Verfassung, eine eigene Flagge und eigenes gewähltes Staatsoberhaupt, den Sadr-i-Riyasat. Der Regierungschef Jammu und Kashmirs nannte sich auch nicht „Chief Minister“, wie in den anderen indischen Bundesstaaten, sondern „Premierminister“ (prime minister). Die Abgeordneten Jammu und Kashmirs für das indische Bundesparlament wurden nicht direkt gewählt, sondern durch den indischen Präsidenten auf Vorschlag des Parlaments des Bundesstaats ernannt. Dies waren alles Zugeständnisse Nehrus, der dadurch hoffte, die Kaschmiris besser in die Indische Union integrieren zu können.

### Entwicklung bis zum Jahr 1965
Der seit 1948 amtierende Premierminister Scheich Mohammed Abdullah verfolgte zunehmend eine Politik mit dem Ziel einer Unabhängigkeit Jammus und Kashmirs sowohl von Indien als auch von Pakistan. Abdullah wurde daraufhin am 9. August 1953 abgesetzt, zusammen mit anderen verhaftet und der Verschwörung angeklagt. Sein Nachfolger als Premierminister wurde Bakshi Ghulam Mohammad, der bis 1962 amtierte. Die von einer verfassunggebenden Versammlung des Landes am 17. November 1956 angenommene Verfassung trat am 26. Januar 1957 in Kraft. 1958 wurde Scheich Abdullah aus der Haft entlassen und nahm gleich danach seine politische Aktivität wieder auf. Er warf der Regierung vor, nicht dem Volkswillen entsprechend zu handeln und forderte eine Volksabstimmung über die politische Zukunft Jammu und Kashmirs. Er wurde angeklagt, geheime Absprachen mit Pakistan zum Sturz der Regierung getroffen zu haben und am 30. April 1958 erneut bis 1962 inhaftiert.

De facto-Grenzen in der Kaschmir-Region seit 1962/1984

In den Jahren 1956–57 baute China quer durch Aksai Chin, ein Gebiet im östlichen Jammu und Kashmir, eine Straße, die Tibet mit Xinjiang verbinden sollte. Die Straße lief nach indischer Auffassung über indisches Gebiet. Sie wurde von Indien jedoch erst später entdeckt, da das im Hochgebirge gelegene Gebiet schwer von Indien aus zugänglich war. Diese und andere Streitigkeiten führten 1962 zum Indisch-Chinesischen Grenzkrieg. Der Krieg endete mit der Besetzung Aksai Chins durch China. Bis heute ist das Gebiet unter chinesischer Kontrolle, während Indien weiterhin Ansprüche darauf erhebt. In einem am 2. Mai 1963 unterzeichneten Grenzvertrag erkannte Pakistan die chinesischen Territorialansprüche auch über das sogenannte Shaksgam-Tal, das zuvor im Bereich der pakistanischen Einflussbereich lag, an. Indien erhebt bis heute jedoch weiterhin Anspruch auch auf das Shaksgam-Tal.
Am 30. März 1965 wurde die bisherige Institution des Sadr-i-Riyasat durch den Constitution of Jammu and Kashmir (Sixth Amendment) Act, 1965 abgeschafft und wie bei den anderen Bundesstaaten durch die eines regulären, vom indischen Präsidenten ernannten Gouverneurs ersetzt. Der Regierungschef des Bundesstaates wurde fortan wie in den anderen indischen Bundesstaaten nicht mehr als „Premierminister“, sondern als „Chief Minister“ bezeichnet. Ab der Wahl 1967 wurden die Lok-Sabha-Abgeordneten Jammus und Kashmirs auch nicht mehr indirekt durch das Parlament des Bundesstaats, sondern direkt durch die Bevölkerung gewählt.
In der Erwartung, einen Volksaufstand auslösen zu können, entsandte Pakistan 1965 Tausende in Zivil gekleidete Soldaten über die Grenze nach Kaschmir. Dies führte zum Zweiten Indisch-Pakistanischen Krieg und endete mit einem erneuten Waffenstillstand. Im Frieden von Taschkent wurde die „Line of Control“ (LoC) 1966 offiziell anerkannt. Nach der Absetzung des letzten Mirs (Fürst) von Asad Kaschmir 1974 wurde das Gebiet an Pakistan angegliedert.

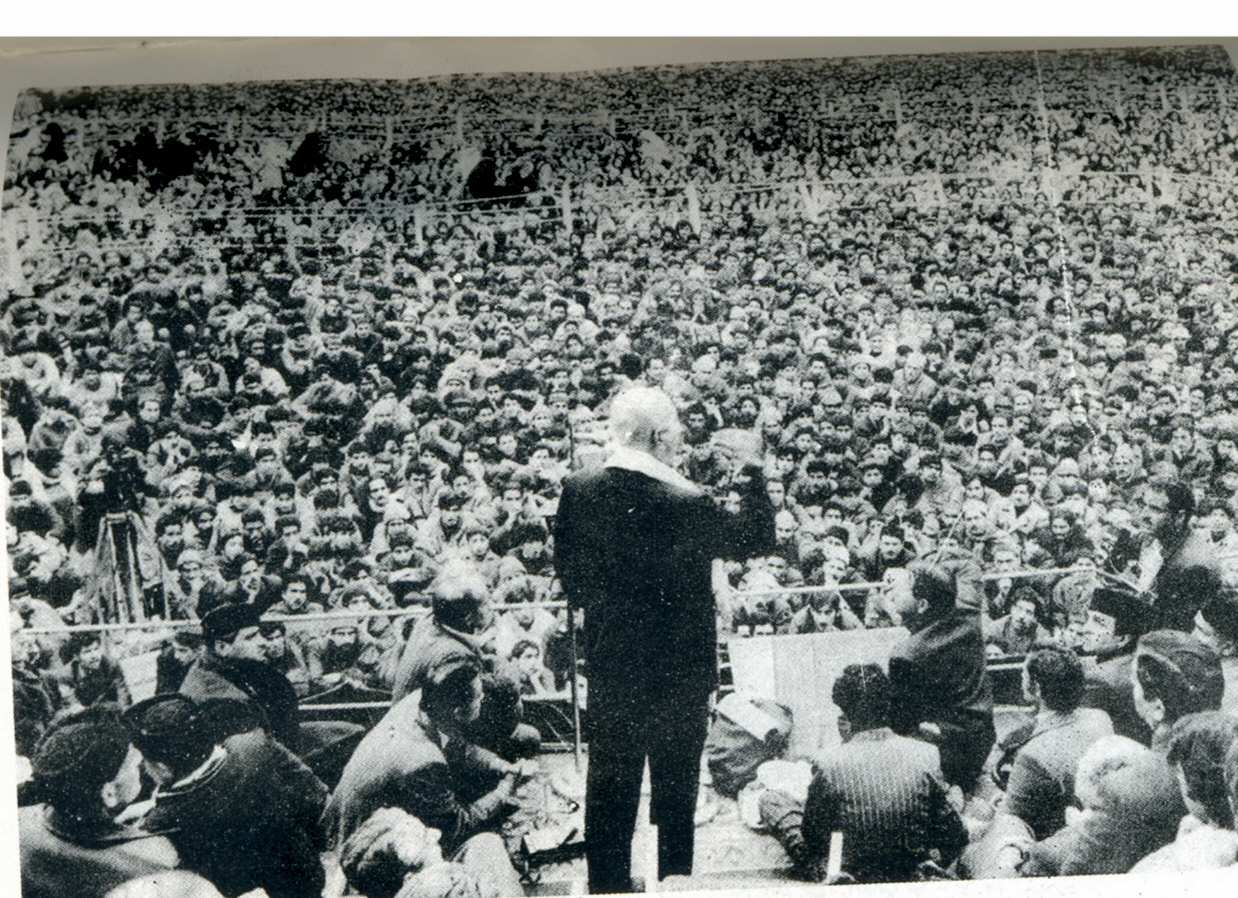
Scheich Abdullah bei einer Rede in Srinagar 1975

### Die Jahre 1965 bis 1989
Nach langen Verhandlungen mit der Regierung Indira Gandhis verzichtete Scheich Abdullah 1974 schließlich auf seine Forderung nach einer Volksabstimmung in Jammu und Kashmir über die Zukunft des Landes und akzeptierte dessen staatliche Zugehörigkeit zu Indien. Im Gegenzug erhielt er die Möglichkeit zur freien politischen Betätigung in Jammu und Kashmir. Die Parlamentswahl im Februar 1975 im Bundesstaat wurde von Abdullahs Partei, der Jammu & Kashmir National Conference (JKPDP) triumphal gewonnen und Abdullah, der „Löwe von Kaschmir“, wie er respektvoll von den Kashmiris aufgrund seines langjährigen Kampfes für die Sonderrechte Jammus und Kashmirs genannt wurde, wurde Chief Minister. Nach dem Tode Abdullahs 1982 wurde sein Sohn Farooq Abdullah Parteipräsident der JKPDP und Chief Minister. Er wurde 1984 durch Indira Gandhi aus machtpolitischen Motiven ausmanövriert und abgesetzt. 1987 kam Farooq Abdullah im Bündnis mit der Kongresspartei erneut an die Macht, allerdings war die Wahl 1987 durch eklatante Wahlfälschungen gekennzeichnet, so dass viele Kashmiris das Vertrauen in die demokratischen Institutionen verloren.
Mit der Operation Meghdoot übernahmen indische Truppen 1984 die Kontrolle über den strategisch bedeutsamen Siachengletscher.

### Geschichte seit 1989
Nach dem Ende der sowjetischen Intervention in Afghanistan im Jahr 1989 waren viele Mudschahedin, die in den Jahren zuvor unter anderem von westlichen Geheimdiensten massiv unterstützt worden waren, gewissermaßen beschäftigungslos geworden und wandten sich einem neuen Ziel zu, nämlich der „Befreiung“ der vermeintlich unterdrückten Muslime in Kashmir. Zahlreiche Mudschahedin sickerten über die Grenze ein. Es kam zu Anschlägen auf indische Einrichtungen durch muslimische Extremisten, die einen autonomen Kashmirstaat oder den Anschluss an Pakistan fordern.
Der Terror im Kaschmirtal erreichte 1990 einen Höhepunkt. Über 100.000 Hindus (Kashmiri Pandits) flohen aus dem Tal nach Jammu und ins restliche Indien (meist nach Delhi). Viele von ihnen sind bis heute nicht in ihre Heimatorte zurückgekehrt. Indien und Pakistan verstärkten ihre Truppen an den Grenzen. Der höchste religiöse Muslim-Führer Mirwait Mohammed Farooq wurde ermordet.

Todesopfer durch gewalttätige Auseinandersetzungen in Jammu und Kashmir seit 1988

Der 1990 verhängte Ausnahmezustand und die Direktregierung (governors’s rule) von Jammu und Kashmir durch die indische Zentralregierung wurden erst im Jahr 1996 wieder aufgehoben. Im Jahr 1999 kam es zum Kargil-Krieg, einem kurzen unerklärten Grenzkrieg zwischen Indien und Pakistan auf einem 160 Kilometer langen Grenzstreifen des Distrikts Kargil im Hochgebirge an der Nordgrenze des Bundesstaates.
Seither herrschte überwiegend eine Situation angespannter Ruhe in Jammu und Kaschmir. Die Zahl der Opfer von gewalttätigen Auseinandersetzungen ist deutlich zurückgegangen. In den vergangenen Jahren kam es wiederholt zu Massendemonstrationen und Auseinandersetzungen von radikalen Jugendlichen mit den Polizeikräften, die zahlreiche Todesopfer forderten. Die indischen Sicherheitskräfte wurden (genauso wie die militanten Kaschmir-Aktivisten) von Amnesty International beschuldigt, Menschenrechtsvergehen verübt zu haben, ohne dass die dafür Verantwortlichen strafrechtlich zur Verantwortung gezogen worden seien. Nach offiziellen indischen Schätzungen waren im Jahr 2015 im Norden des Bundesstaats 66 „einheimische“ und 44 ausländische Terroristen aktiv. Im Süden waren die Zahlen 109 und 7. Damit rekrutierten sich erstmals seit längerem auch nach offiziellen Schätzungen die Mehrheit der militanten Kämpfer aus der einheimischen Bevölkerung.
Im Jahr 2015 wurde die Ersetzung der Institution des Sadr-i-Riyasat durch einen Gouverneur aus dem Jahr 1965 durch das Oberste Gericht Indiens für rechtswidrig erklärt und der Regierung Jammu und Kashmirs wurde freigestellt, die alte Institution wiederherzustellen. Zur Urteilsbegründung führte das Gericht an, dass der frühere Sadr-i-Riyasat gewählt wurde, während der Gouverneur vom Staatspräsidenten ernannt werde. Eine Gesetzesinitiative kommunistischer Abgeordneter zur Wiedereinführung des Sadr-i-Riyasat scheiterte im Juni 2016 an der Mehrheit der Regierungsparteien BJP und JKPDP.

### Verstärkte Unruhen seit 2016
Im Juli 2016 gab es erneut schwere Auseinandersetzungen zwischen der Polizei und radikalisierten Jugendlichen. Unmittelbarer Auslöser war die Tötung von Burhan Muzaffar Wani, eines Führers der in Pakistan basierten Hizbul Mujahideen, der seine Aktivitäten in den sozialen Medien publik gemacht hatte. Die Regierung verhängte eine wochenlange Ausgangssperre und bei Auseinandersetzungen kamen bis August 2016 mehr als 42 Menschen ums Leben.
Im Juni 2018 zerbrach die im März 2015 gebildete Koalitionsregierung aus JKPDP und BJP, da sie der eskalierenden Gewalt auf den Straßen nicht hatte Herr werden können. Der Bundesstaat wurde unter governor’s rule gestellt. Im Vorfeld der indischen Parlamentswahl, die in Jammu und Kashmir unter höchsten Sicherheitsvorkehrungen stattfand, ereignete sich am 14. Februar 2019 der schwerste Anschlag auf die indischen Sicherheitskräfte seit Beginn der Unruhen im Jahr 1989. Bei einem Selbstmordattentat auf einen vollbesetzten Polizeibus nahe dem Ort Awantipora (Distrikt Pulwama) starben mindestens 44 indische Reservepolizisten. Zum Anschlag bekannte sich die von Pakistan aus operierende islamistische Gruppierung Jaish-e Mohammed. Danach flogen indische Kampfflugzeuge Angriffe auf Stellungen der Terroristen auf pakistanischem Gebiet. Bei den Auseinandersetzungen wurden jeweils Kampfflugzeuge abgeschossen.

### Aufhebung des Sonderstatus und Auflösung des Bundesstaats
Am 5. August 2019 erklärte die indische Regierung (Kabinett Modi II) ihre Absicht, den Artikel 370, in dem die verfassungsrechtlichen Sonderrechte Jammus und Kashmirs festgeschrieben sind, aufzuheben. Ein entsprechender Präsidialerlass durch Ram Nath Kovind wurde noch am selben Tag in Kraft gesetzt. Normalerweise hätte es für die Umsetzung dieser Maßnahme der Zustimmung der Regierung Jammus und Kashmir bedurft. Da aber der Bundesstaat seit dem 20. Juni 2018 unter governor’s rule stand, war nur die Zustimmung des Gouverneurs erforderlich – der ein direkt von der Regierung in Delhi ernannter Beamter ist.
Zugleich erklärte die Regierung, sie plane, den Bundesstaat aufzulösen und in zwei Unionsterritorien – Jammu und Kashmir einerseits und Ladakh andererseits – aufzuteilen. Das erstgenannte neue Unionsterritorium sollte über ein eigenes Parlament verfügen (analog zu den Unionsterritorien Puducherry und Delhi), während Ladakh wie alle anderen Unionsterritorien direkt durch einen Gouverneur regiert werden solle. Zu diesem Zweck wurde ein entsprechender Gesetzesentwurf, die Jammu and Kashmir Reorganisation Bill, ins Parlament eingebracht. Zur Begründung der Maßnahme führte Innenminister Amit Shah an, dass der Artikel 370 die vollständige Integration Jammu und Kashmirs in die Indische Union bisher behindert habe. Der Artikel 370 sei für Jammu und Kashmir von Nachteil, da der Bundesstaat nicht ohne weiteres an den Entwicklungsprogrammen der Zentralregierung partizipieren könne. Oppositionsabgeordnete der Kongresspartei, des Trinamool Congress, der DMK und der JKPDP protestierten lautstark gegen die geplanten Maßnahmen. Die frühere Chief Ministerin Mehbooba Mufti sprach in einem Interview der BBC davon, dass „Kaschmir von Indien betrogen“ worden sei. Das Ziel der BJP-geführten Regierung sei nicht wie proklamiert die bessere sozioökonomische Entwicklung der Kaschmirregion, sondern die Änderung der Demografie im Sinne der Einführung einer Hindu-Mehrheit im Bundesstaat. Ex-Chief Minister Omar Abdullah bezeichnete das Vorhaben der Regierung als „betrügerisch“ und als eine „Aggression gegen die Bevölkerung“ des Bundesstaats. Auch von offizieller pakistanischer Seite gab es scharfe Reaktionen. Der pakistanische Außenminister nannte das Vorhaben der indischen Regierung „illegal“. Das indische Jammu und Kashmir sei „international anerkannt umstrittenes Territorium“ und sein Status könne nicht einseitig von der indischen Regierung geändert werden.
Im Vorfeld der Entscheidung hatte die indische Regierung sämtliche Internet- und Mobilfunkverbindungen in Jammu und Kashmir blockiert sowie eine Ausgangssperre und ein Versammlungsverbot verhängt. Die Kommunikationssperre wurde fünf Monate aufrechterhalten. Omar Abdullah und Mehbooba Mufti wurden unter Hausarrest gestellt. Sämtliche Schulen und Hochschulen wurden geschlossen. Nach Auslaufen der sechs Monate governor’s rule wurde der Bundesstaat am 20. Dezember 2018 unter president’s rule, d. h. direkte Verwaltung der indischen Zentralregierung gestellt.
Die Aufteilung erlangte am 31. Oktober 2019 Rechtskraft.

## Politik

### Politisches System
Die Legislative bestand aus einem Zweikammernparlament – Legislative Assembly (Unterhaus) und Legislative Council (Oberhaus).
Vorläufer des Parlaments des Bundesstaates war die konstituierende Versammlung (Constituent Assembly), die aus 75 direkt gewählten Abgeordneten bestand und die am 31. Oktober 1951 erstmals zusammentrat. Am 25. Januar 1957 hielt sie ihre letzte Sitzung ab und am Folgetag trat die Verfassung Jammus und Kashmirs in Kraft.
Die Zahl der Unterhausabgeordneten betrug anfänglich 100 und wurde mit dem Constitution of Jammu and Kashmir (Twentieth Amendment) Act von 1988 auf 111 erhöht. Von diesen Abgeordnetensitzen waren 24 Sitze als vakant gekennzeichnet und für die Abgeordneten im – nach offizieller indischer Lesart – pakistanisch besetzten Teil Kashmirs reserviert. Tatsächlich umfasste das Unterhaus damit nur 87 Abgeordnete. Eine Besonderheit der Verfassung Jammu und Kashmirs war, dass der Gouverneur des Bundesstaats das Recht hatte, zwei zusätzliche weibliche Abgeordnete zu ernennen, wenn er der Auffassung war, dass Frauen im Parlament nicht genügend repräsentiert waren. Die Dauer der Legislaturperiode betrug sechs Jahre – auch dies ein Unterschied zu den anderen Bundesstaaten Indiens, wo die Legislaturperiode vier Jahre beträgt. Die Abgeordneten wurden in Einzelwahlkreisen nach dem relativen Mehrheitswahlrecht gewählt. Die letzte Neueinteilung der Wahlkreise zum Bundesstaatsparlament erfolgte im Jahr 1995, basierend auf den Ergebnissen der Volkszählung 1981.

### Parteien
Die bedeutendste politische Partei in Jammu und Kashmir war lange Zeit die Jammu & Kashmir National Conference (JKNC, oft einfach „National Conference“), die schon in den 1930er Jahren gegründet wurde und damit eine der ältesten heute noch existierenden politischen Parteien Indiens ist. Später bekam die JKNC Konkurrenz durch die indische Kongresspartei (INC) und ab dem Jahr 1999 durch die neu gegründete Jammu and Kashmir People’s Democratic Party (JKPDP). Sowohl JKNC als auch JKPDP sind sehr stark durch einzelne Familien, deren Angehörige Schlüsselpositionen besetzen, geprägte Parteien – die JKNC durch die Familie Abdullah und die JKDP durch die Familie Sayeed. Seit etwa 2000 haben sich JKNC und JKPDP bei der Regierung des Bundesstaates abgewechselt. Nachdem bei der Wahl zum Parlament von Jammu und Kashmir im November/Dezember 2014 die hinduistische BJP, die bisher keine größere politische Rolle in Jammu und Kashmir gespielt hatte, überraschende Stimmengewinne erzielte und zur zweitstärksten Partei im Parlament von Jammu und Kashmir aufstieg, kam es nach längeren Verhandlungen zur Bildung einer Koalitionsregierung aus BJP und JKPDP – eine Konstellation, die zuvor von den meisten für unmöglich erklärt worden war. Mufti Mohammad Sayeed (JKPDP) wurde am 1. März 2015 zum Chief Minister gewählt. Er verstarb jedoch schon 9 Monate später am 7. Januar 2016. Nach einem Interim von 4 Monaten governor’s rule folgte ihm seine Tochter Mehbooba Mufti (JKPDP), die vom 4. April 2016 bis 18. Juni 2018 als erste Frau in der Geschichte des Bundesstaates den Posten des Chief Ministers einnahm. Die Regierungskoalition mit der BJP zerbrach am 18. Juni 2018 und der Gouverneur übernahm erneut die Leitung des Staates.

## Verwaltungsgliederung

### Distrikte
Der Bundesstaat Jammu und Kashmir war in folgende 22 Distrikte untergliedert (Daten nach den Volkszählungen 2001 und 2011): Die Distrikte Kishtwar, Ramban, Reasi, Samba, Bandipore, Ganderbal, Kulgam und Shopian wurden 2007 neu gebildet.

Distrikteinteilung von Jammu und Kashmir.
Von Indien beanspruchte Gebiete:
A. Gilgit
B. Aksai Chin/Ladakh
C. Gilgit Wazarat
D. Chilas
E. Stammesgebiete
F. Muzaffarabad
G. Punch (westlicher Teil)
H. Mirpur

Die drei Großregionen von Jammu und Kashmir:

| Region | Region         | Distrikt  | Verw.- sitz | Fläche (km²) | Bevölkerung (2001) | Bevölkerung (2011) | Bev.- dichte Ew./km² |
| ------ | -------------- | --------- | ----------- | ------------ | ------------------ | ------------------ | -------------------- |
|        | Jammu          | Kathua    | Kathua      | 2.651        | 550.084            | 615.711            | 246                  |
|        | Jammu          | Jammu     | 2.342       | 1.343.756    | 1.526.406          | 653                |                      |
|        | Samba          | Samba     | 904         | 245.016      | 318.611            | 353                |                      |
|        | Udhampur       | Udhampur  | 2.637       | 475.068      | 555.357            | 210                |                      |
|        | Reasi          | Reasi     | 1.719       | 268.441      | 314.714            | 183                |                      |
|        | Rajouri        | Rajouri   | 2.630       | 483.284      | 619.266            | 244                |                      |
|        | Punch          | Punch     | 1.674       | 372.613      | 476.820            | 285                |                      |
|        | Doda           | Doda      | 2.306       | 320.256      | 409.576            | 178                |                      |
|        | Ramban         | Ramban    | 1.329       | 180.830      | 283.313            | 213                |                      |
|        | Kishtwar       | Kishtwar  | 7.737       | 190.843      | 231.037            | 30                 |                      |
|        | Jammu gesamt   | Jammu     | 25.929      | 4.430.191    | 5.350.811          | 206                |                      |
|        | Kaschmir       | Anantnag  | Anantnag    | 3.574        | 734.549            | 1.069.749          | 302                  |
|        | Kulgam         | Kulgam    | 410         | 437.885      | 423.181            | 1035               |                      |
|        | Pulwama        | Pulwama   | 1.086       | 441.275      | 570.060            | 516                |                      |
|        | Shopian        | Shopian   | 312         | 211.332      | 265.960            | 853                |                      |
|        | Badgam         | Badgam    | 1.361       | 629.309      | 755.331            | 554                |                      |
|        | Srinagar       | Srinagar  | 1.979       | 990.548      | 1.250.173          | 625                |                      |
|        | Ganderbal      | Ganderbal | 1.045       | 211.899      | 297.003            | 285                |                      |
|        | Bandipore      | Bandipore | 345         | 316.436      | 385.099            | 1137               |                      |
|        | Baramulla      | Baramulla | 4.243       | 853.344      | 1.015.503          | 238                |                      |
|        | Kupwara        | Kupwara   | 2.379       | 650.393      | 875.564            | 366                |                      |
|        | Kashmir gesamt | Srinagar  | 15.948      | 5.476.970    | 6.907.622          | 433                |                      |
|        | Ladakh         | Kargil    | Kargil      | 14.036       | 119.307            | 143.388            | 10                   |
|        | Leh            | Leh       | 45.110      | 117.232      | 147.104            | 3                  |                      |
|        | Ladakh gesamt  | Leh       | 59.146      | 236.539      | 290.492            | 5                  |                      |
| Gesamt | Gesamt         | Gesamt    | Gesamt      | 101.387      | 10.143.700         | 12.548.925         | 124                  |

### Kommunale Selbstverwaltung
Anfang 2016 gab es in Jammu und Kashmir 2 Municipal Corporations, 6 Municipal Councils und 70 Municipal Committees.
Municipal Corporations:
- Jammu
- Srinagar

Municipal Councils:
- Anantnag
- Baramulla
- Kathua
- Punch
- Sopore
- Udhampur